# Definitivsteuer
Als Definitivsteuer wird eine Steuer bezeichnet, die bei keiner anderen Steuer angerechnet werden darf und deshalb definitiv bezahlt werden muss. Beispiele im deutschen Steuerrecht sind die Körperschaftsteuer, die pauschalierte Lohnsteuer sowie die Lohnsteuer, falls keine Einkommensteuererklärung abgegeben wird.
Die KSt wurde bis 2001 nach dem Vollanrechnungsverfahren erhoben, bei dem die Einkommensteuer der Gesellschafter einer Kapitalgesellschaft angerechnet werden durfte und in diesem Sinn nur eine Vorauszahlung an das Finanzamt darstellte.
Seit Ablösung durch das Halbeinkünfteverfahren darf die Körperschaftsteuer nicht mehr auf die Einkommensteuer angerechnet werden. Die Belastung der Gesellschaft mit der Körperschaftsteuer ist seitdem definitiv. Dafür wurde die Körperschaftsteuer von 30 % auf 25 % und 2008 auf 15 % gesenkt. Überdies fließen die Einkünfte aus Kapitalvermögen nur zu 60 % (bis 2008: 50 %) in das zu versteuernde Einkommen der Gesellschafter ein, deshalb als Teileinkünfteverfahren (bis 2008: Halbeinkünfteverfahren) bezeichnet.
Diese Regelung wurde von der 2009 eingeführten Abgeltungsteuer teilweise abgelöst.